# Codex Aureus de Echternach
El Codex Aureus de Echternach (Codex aureus Epternacensis) también conocido como Évangéliaire d'Echternach es un manuscrito ilustrado creado en el período de 1030 a 1050 aproximadamente, con una cubierta re-utilizada de aproximadamente los años 980. Se encuentra en el Museo Nacional Germano de Núremberg.
El manuscrito contiene versiones de los cuatro evangelios de la Vulgata, además de material introductorio que incluye los cánones de Eusebio de Cesarea. Es también un importante ejemplo de la ilustración otoniana, aunque el manuscrito, en oposición a la cubierta, probablemente haya sido realizado tras el fin del régimen de la dinastía sajona. Fue elaborado en la abadía de Echternach, bajo la dirección del abad Humbert.
Consta de 136 folios que miden 446 mm por 310 mm. Es uno de los manuscritos otonianos más ricamente iluminados. Contiene más de 60 páginas decoradas, incluyendo 16 miniaturas a toda página, 9 letras capitales que ocupan toda la página, 5 retratos de evangelistas, 10 páginas con las tablas canónicas, decoradas, y 16 letras capitales que cubren media página. Además, hay 503 letras capitales más pequeñas y páginas pintadas imitando textiles. Todo el texto está escrito en tinta de oro.

## Historia
Se cree que es el manuscrito que fue mostrado a Enrique III el Negro cuando visitó Echternach con su madre Gisela de Suabia (m. 1.043), le impresionó tanto que encargó obras similares a la abadía, en particular el Códice Áureo de Enrique III, que donó en el año 1046 a la catedral de Espira, lugar de entierro de su familia.
El manuscrito estuvo en la abadía Echternach, en la actual Luxemburgo, hasta las guerras de la Revolución francesa. Durante la Primera Coalición, Luxemburgo fue conquistada y anexada por Francia, y pasó a formar parte del departamento de Forêts en 1795. El monasterio fue confiscado y vendido, la mayoría de los monjes huyeron llevándose el códice y otros tesoros portátiles. Perteneció a un grupo de tres manuscritos y cinco incunables vendidos a Ernesto II de Sajonia-Gotha-Altenburgo en 1801.
Permaneció en la colección de la Casa de Sajonia-Coburgo y Gotha, que fue transferida a una fundación tras la Primera Guerra Mundial hasta después de la Segunda Guerra Mundial. Se decidió venderlo, pero el entonces duque Carlos Eduardo de Sajonia-Coburgo-Gotha estaba dispuesto a mantenerlo en Alemania y el Gobierno Federal de Alemania y las provincias o estados federados aportaron los fondos en forma conjunta, con Baviera a la cabeza, para su nuevo hogar el Museo Nacional Germano en Núremberg, donde se conserva.

## Texto y miniaturas
Cada evangelio está precedido por dos páginas que lo resumen, dos páginas que imitan textiles, cuatro páginas de escenas narrativas establecidas en tres registros por página, una página completa del retrato del evangelista, dos páginas de texto decorativo, que preceden a una letra capital a toda página que da paso al texto real. Como un historiador de arte lo expuso, el planificador del libro "no tenía ninguna prisa en llevar su lector al texto..." Las escenas narrativas cubren la vida de Jesús, incluyendo muchos de sus milagros, y precede a Lucas el Evangelista, las parábolas de Jesús, algo inusual para esta fecha. Hay una, dos o tres escenas en cada registro, lo que da un total de 48 imágenes enmarcadas con 60 escenas, un gran número para un ciclo medieval. A diferencia de las escenas similares en el Evangeliario de san Agustín, las escenas están dispuestas para cubrir la vida de Jesús sin preocuparse por si una escena en particular se ha tratado en el evangelio precedente.
Las páginas anteriores de Mateo relatan la historia de la Anunciación en la «Fiesta en la Casa de Leví» y las de antes de Marcos cubren los milagros de Jesús: la conversión del agua en vino en las bodas de Caná, la samaritana agradecida a Jesús después de la curación de diez leprosos (Lucas 17, 11-19). Las escenas antes de Lucas muestran cuatro de las parábolas de Jesús, cada una en una página entera: la parábola de los trabajadores de la viña (Mateo 20: 1-15), parábola de los labradores malvados (Marcos 12, 1-11; Mateo 21, 33-46; y Lucas 20, 9-18), la parábola del banquete de bodas (Mateo 22, 14) y Lázaro el leproso (Lucas 16, 19-31). Las páginas precedentes de Juan cubren el período final, de la Pasión de Jesús hasta su  Ascensión y Pentecostés. 
La mayoría de las miniaturas se atribuyen a dos artistas, conocidos como el «maestro de taller» y otro como un alumno. Un tercer pintor aportó algunas de las escenas narrativas, y tal vez otros elementos que son más difíciles de atribuir. Por ejemplo, las tres últimas páginas de las escenas narrativas finales precedentes a Juan se atribuyen al maestro -la Coronación de Espinas en adelante-, y la primera página a su alumno. Es probable que las composiciones y dibujos preparatorios estuvieran todos realizados por el maestro, por lo que los cambios de pintor no son demasiado visibles. El estilo ha sido criticado por el excesivo interés en el efecto decorativo: «produjo algunos patrones vigorosos y alegres, como el de San Lucas, pero también cayó en lo sobrecargado, como el Cristo en Majestad, donde la fuerza de la composición ha sido desperdiciada por los caprichos ornamentales del artista de Echternach. Esta debilidad se hace más evidente en los «retratos» de los evangelistas, donde las bandas ornamentales del Evangeliario de la Sainte-Chapelle son degradadas en locuacidad decorativa, y hay tan poco peso y estructura bajo las cortinas que podrían estar cubriendo simples cojines inanimados.»

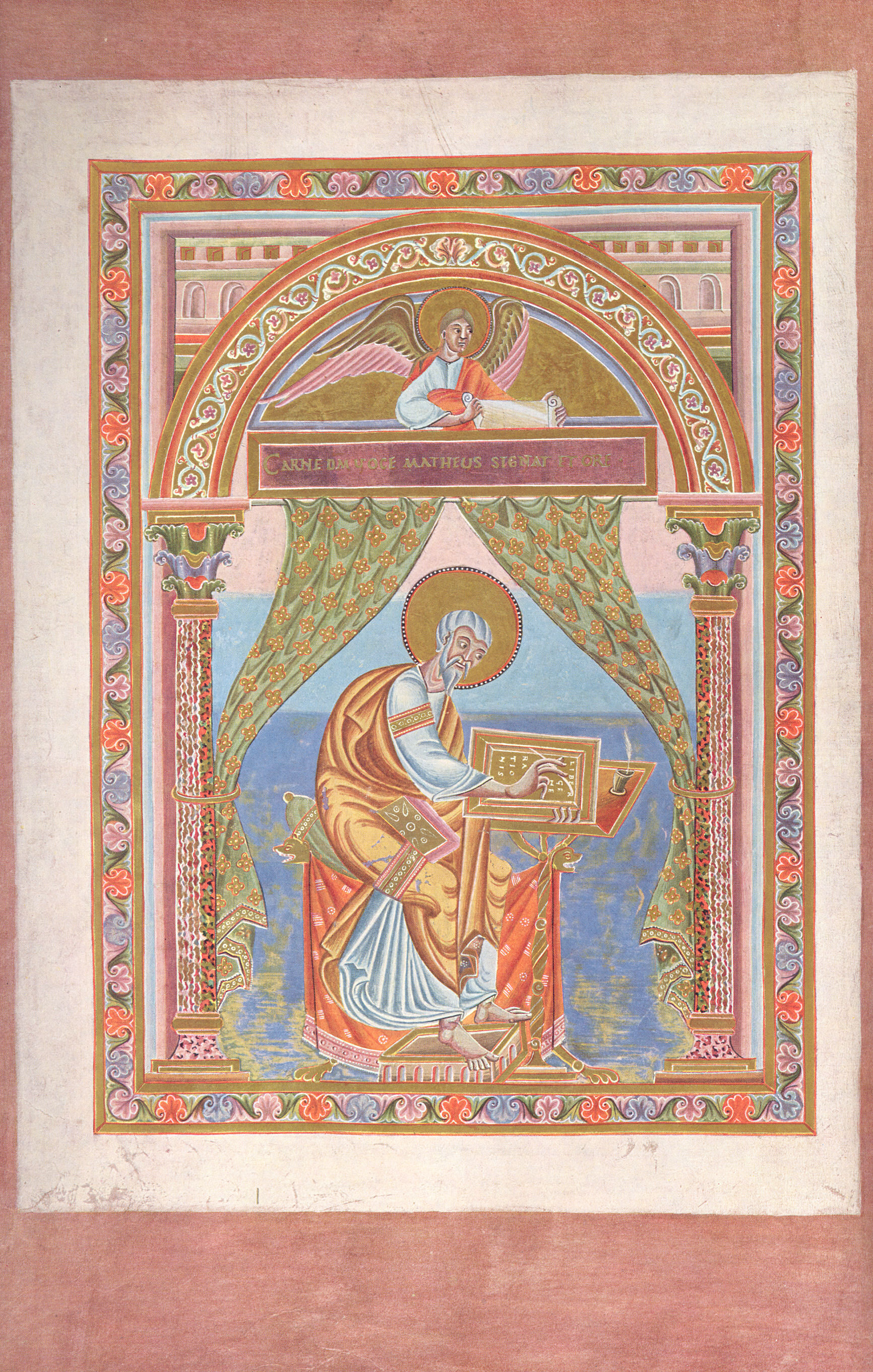
Retrato del evangelista Mateo, folio 20.
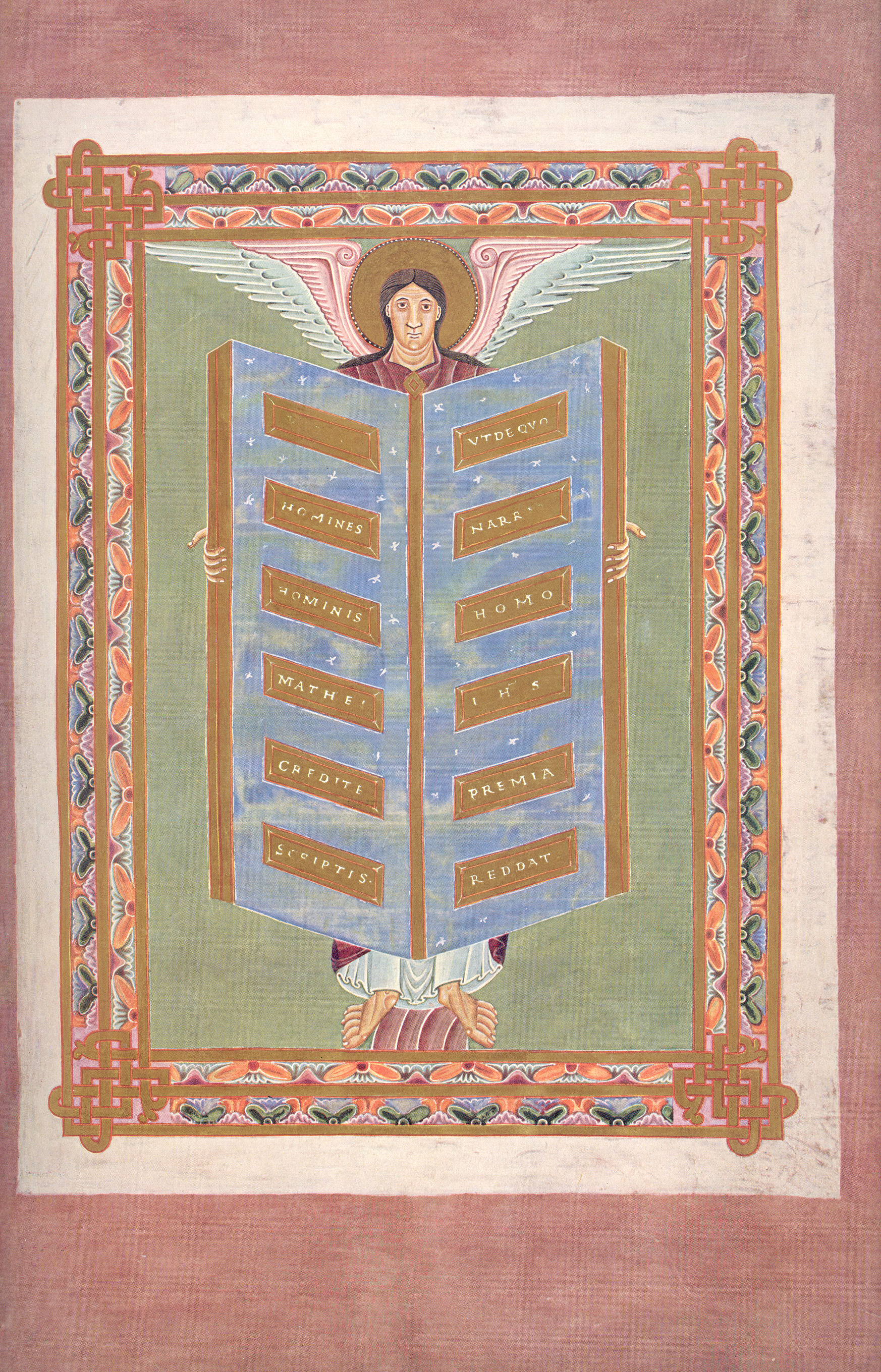
Ángel sosteniendo unas tablas, folio 21.
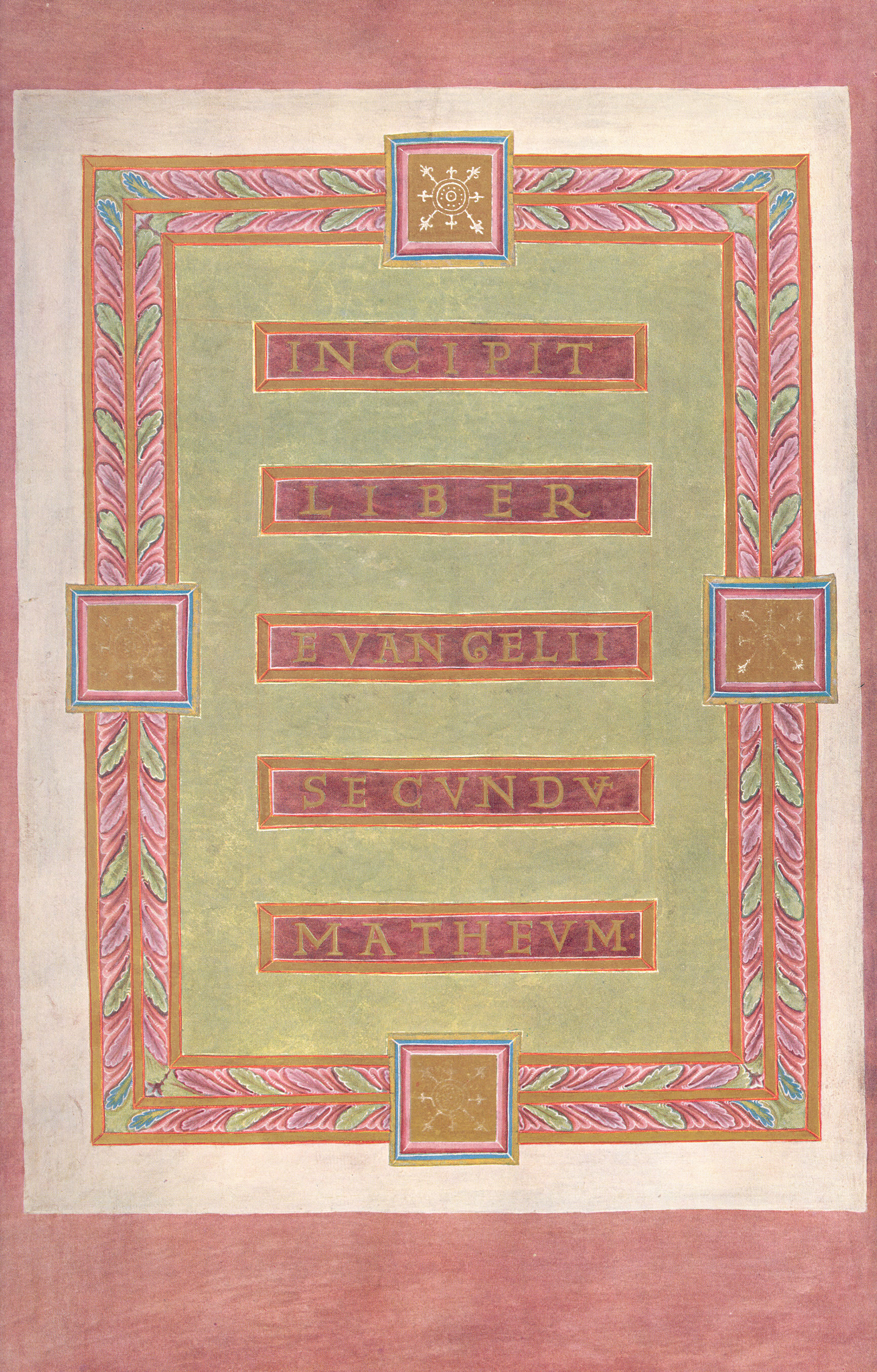
Íncipit «Aquí empieza el Evangelio de Mateo», folio 21.
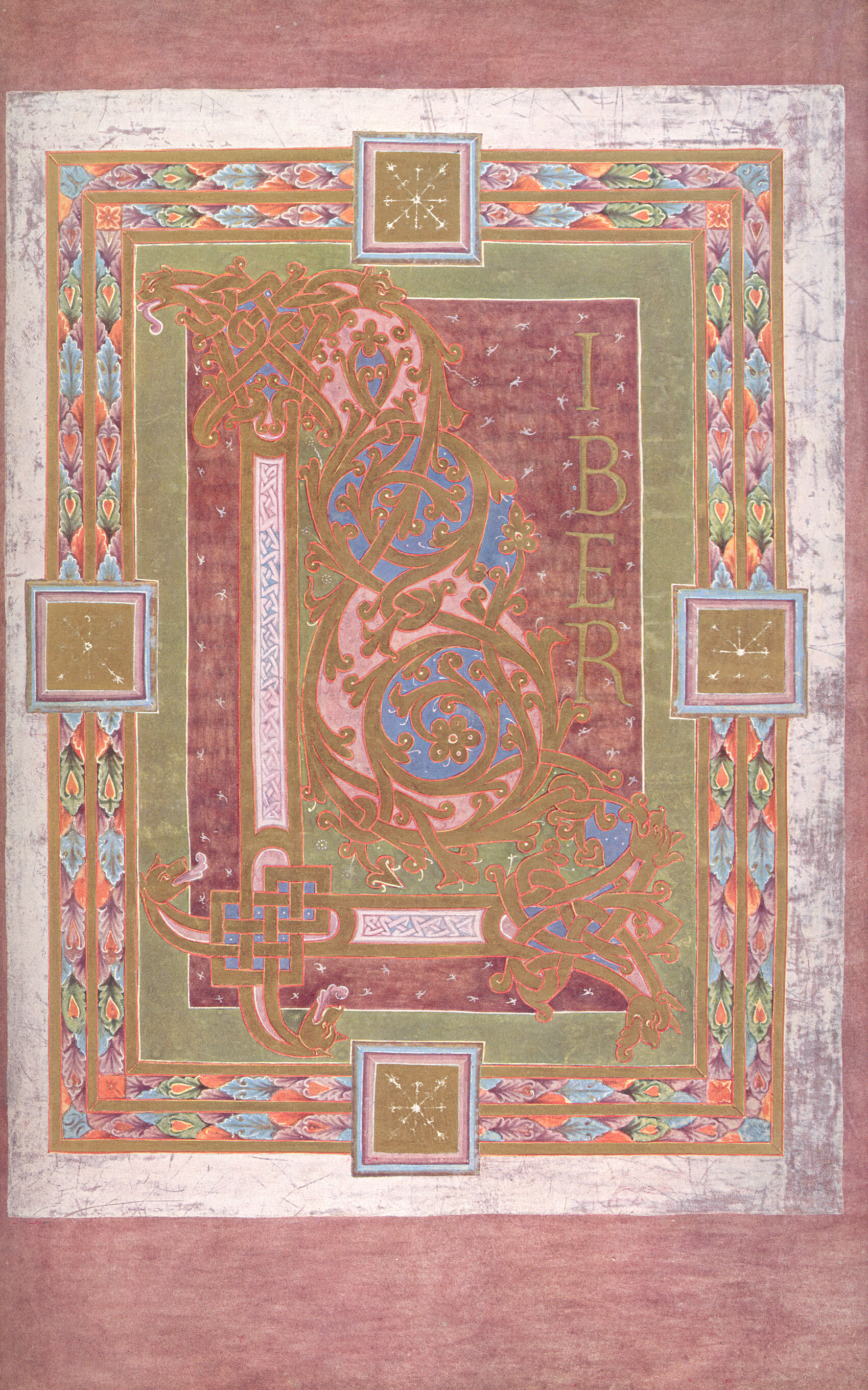
Página inicial «Liber», primera palabra del texto de la Vulgata.

## Cubierta
La cubierta es una encuadernación de orfebrería realizada unos 50 años antes que el propio manuscrito; el trabajo de orfebrería se atribuye al taller establecido en Trier por Egbert, arzobispo de esa ciudad. Su parte central la ocupa una placa de marfil con la crucifixión de Jesús, que es estilísticamente diferente de los otros elementos y cuyo origen ha sido objeto de mucha discusión. La placa conserva restos de pintura azul en la cruz y trazos de pintura verde que realzan algunas otras partes de su composición.

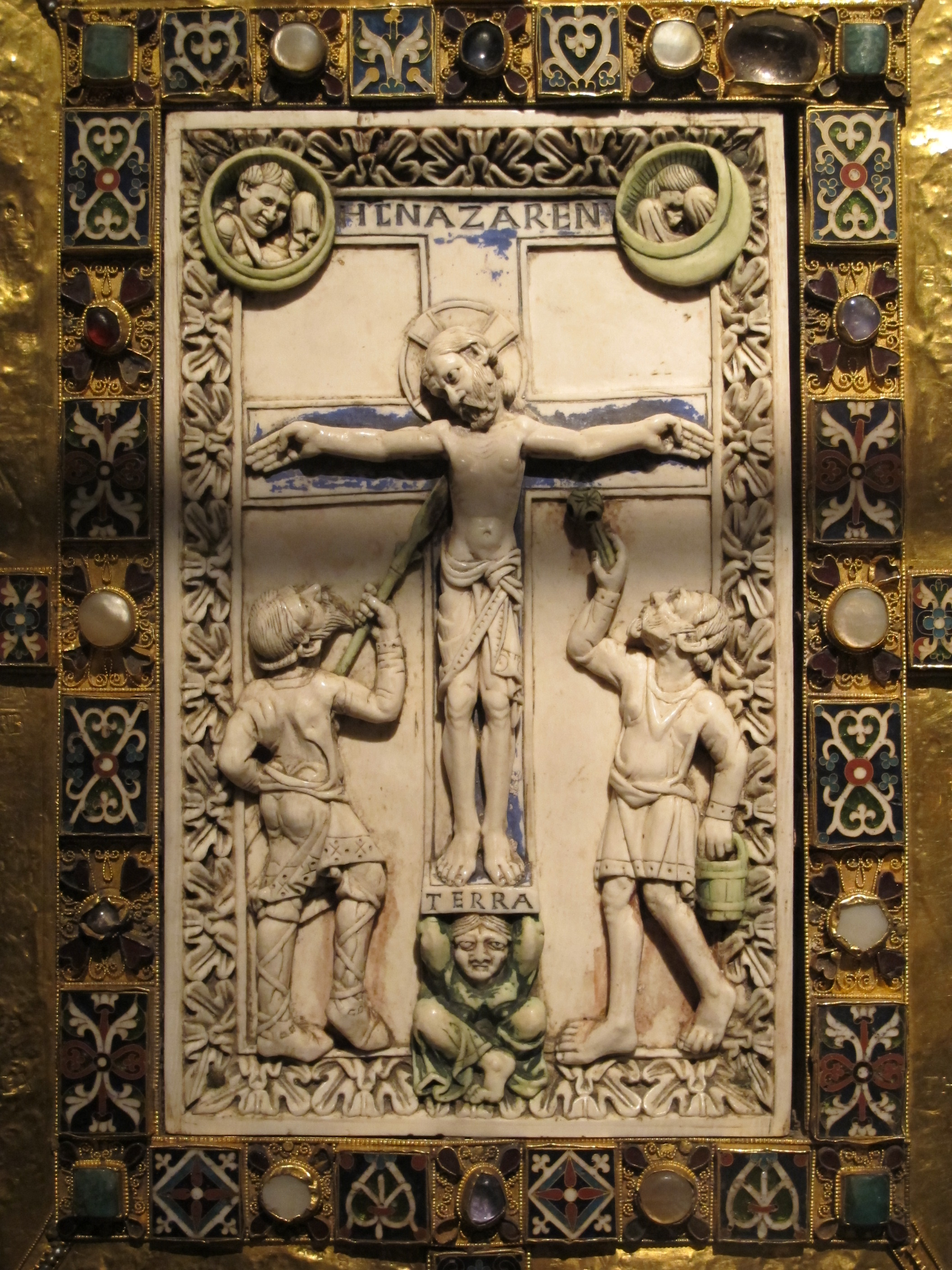
Placa central.
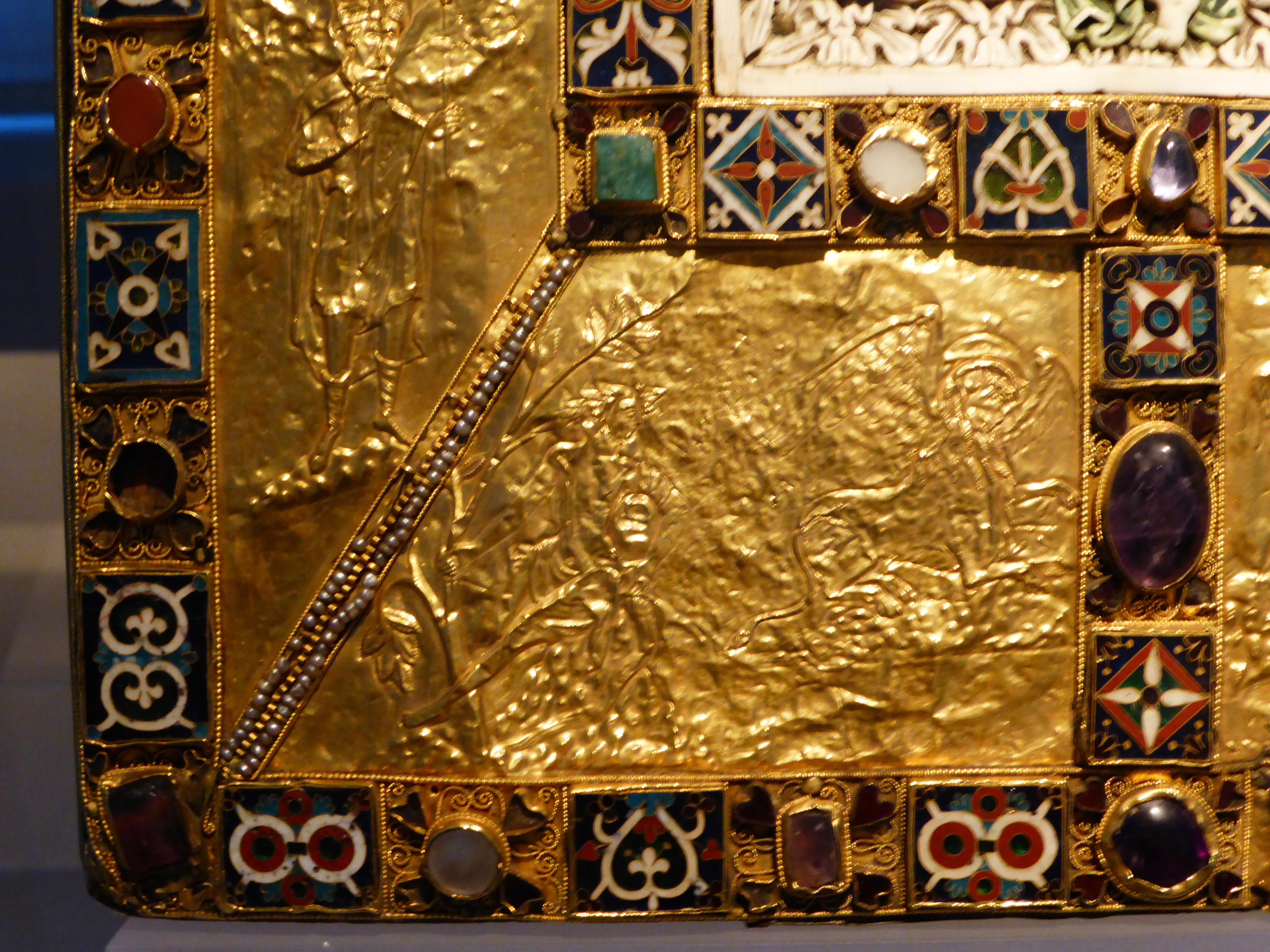
Detalle inferior izquierdo
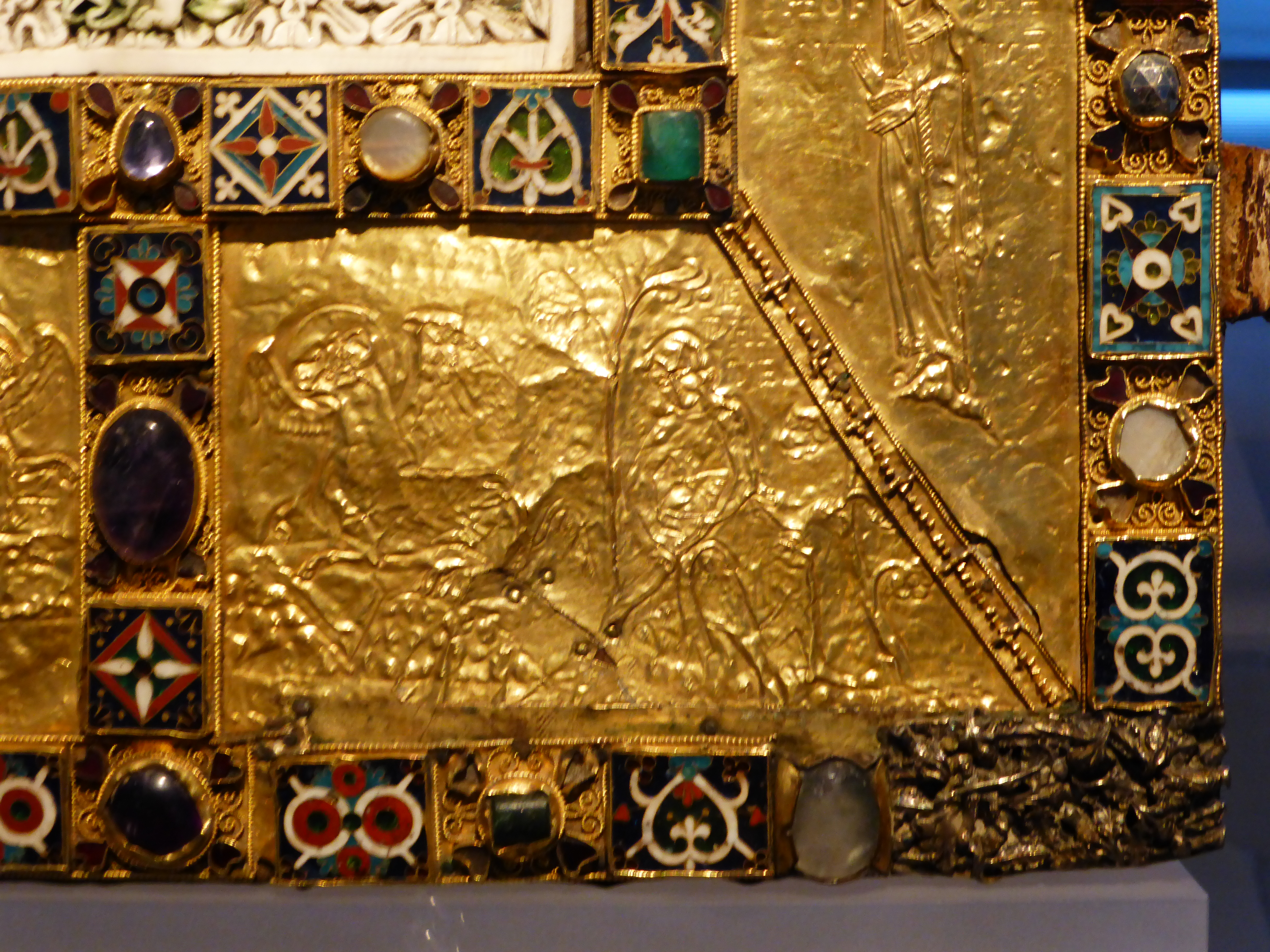
Detalle inferior derecho

Alrededor de la placa de marfil hay paneles de oro con figuras repujadas en en relieve, de un estilo muy diferente al de la placa central. Estos paneles se encuentran en un marco más amplio, realizado con unidades de filigrana de oro con gemas incrustadas alternadas con otras de esmalte de cloisonné con motivos decorativos vegetales. Bandas de oro más finas con pequeñas perlas engarzadas corren a lo largo de los ejes diagonales, separando aún más las imágenes en relieve en compartimentos y formando una "X" que puede significar «Cristo». La disposición general de la cubierta puede compararse con otras similares de la época, por ejemplo, la del Codex Aureus de San Emmeram (c. 870), que probablemente pertenece a la misma tradición que desciende de la escuela de Reims en el arte carolingio, como demuestra el estilo de las figuras en relieve.
Los relieves muestran los cuatro evangelistas con sus símbolos sobre un fondo de follaje en los compartimentos superior e inferior, y dos figuras en cada uno de los cuatro compartimentos laterales. Las figuras más bajas de cada lado son el joven emperador  Otón III (izquierda) con su madre y regente Teófano (derecha). En la parte superior de los lados se encuentra la Virgen María (izquierda) frente a San Pedro, los dos santos patrones de la Abadía de Echternach. Las cuatro figuras restantes son san Willibrord de Utrecht, fundador de la abadía, los santos  Bonifacio y Ludgero, también primeros misioneros en Alemania; y  Benito, fundador de la orden monástica que lleva su nombre. La representación se produce en un elegante estilo, alargado, que contrasta fuertemente con las figuras contundentes del marfil.
Se ha sugerido que el arzobispo Egbert lo presentó a Otón III y a Teófano como una ofrenda de paz después de que inicialmente había apoyado a Enrique II, duque de Baviera como sucesor de Otón II, en lugar del joven Otón III, en 983-984. En un momento posterior la familia imperial pudo haber pasado el manuscrito a Echternach.